# Bahnhof Udine
Der Bahnhof Udine ist ein Durchgangsbahnhof und ein wichtiger Bahnknotenpunkt in Friaul-Julisch Venetien. In Udine enden die Bahnstrecke Udine–Cervignano, Bahnstrecke Udine–Triest, Bahnstrecke Venedig–Udine und die Pontafelbahn, außerdem liegt er an der Ferrovia Udine-Cividale.